# St.-Stephanus-Kirche (Gütersloh)

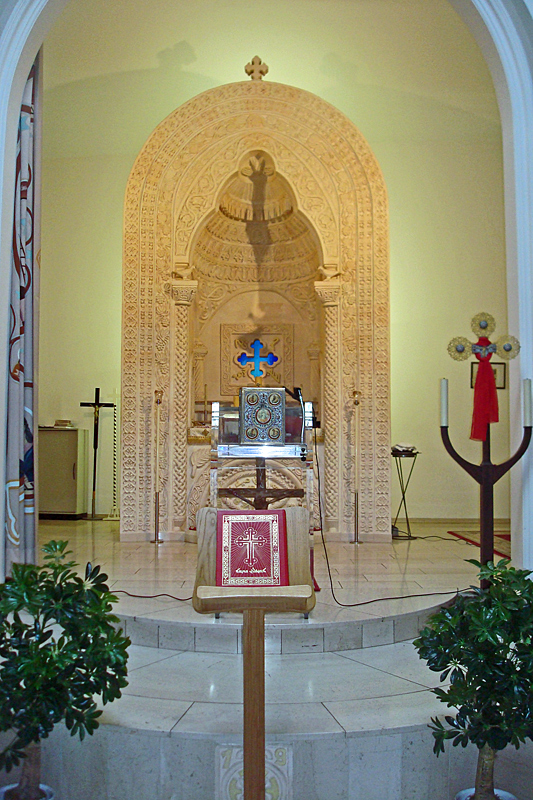
Altar

Die St.-Stephanus-Kirche ist ein Kirchengebäude der Syrisch-Orthodoxen Kirche von Antiochien in der ostwestfälischen Kreisstadt Gütersloh.
In Gütersloh und Umgebung lebt die bezogen auf die Einwohnerzahl größte aramäische Gemeinschaft in Deutschland. Die 1986 gegründete St.-Stephanus-Gemeinde ist neben der St.-Lukas- und der St.-Maria-Gemeinde eine von drei aramäischen Gemeinden im Stadtgebiet, zu ihr zählen rund 480 Familien (Stand Oktober 2017). Nachdem sie ihre Gottesdienste zunächst in evangelischen Kirchen gefeiert hatte, konnte sie im September 1987 für 600.000 D-Mark einen Gebäudekomplex an der Hohenzollernstraße/Ecke Nordring erwerben und dort 1988 einen eigenen Gemeindesaal eröffnen.
Die Gemeinde baute die daran angrenzende ehemalige Lagerhalle der Glaserei Eugen Friedrich nach Plänen der Gütersloher Architekten Flöttmann und Richter zu einer Kirche um, die am 9. Dezember 1990 von Erzbischof Mor Julius Jeshu Cicek geweiht wurde. Auf die übliche Ostung musste unter den gegebenen Umständen ebenso verzichten werden wie auf einen Grundriss in Kreuzform.
Die mehr als 400 m² große Kirche (Giebelhöhe 9 Meter) bietet Sitzplätze für 284 Personen. Auffälligstes Einrichtungsstück ist der Altar, dessen Sandsteinblöcke aus dem Tur Abdin stammen. Er misst 5 × 3,20 Meter und wiegt rund 17 Tonnen. Zur Ausstattung gehören außerdem ein großformatiges Gemälde und ein Bleiglasfenster, die die Steinigung des Stephanus zeigen, ein Vorhang, auf dem Kreuzigung und Auferstehung Jesu, die zwölf Apostel und die vier Evangelisten zu sehen sind, sowie einen Weihwasserspender.
2007 wurde das benachbarte Gemeindezentrum für 350.000 Euro erweitert. Es entstanden eine Sakristei, ein Beichtraum, Räume u. a. für die Jugendarbeit sowie Wohnungen für den Pfarrer, den Küster und für Gäste.
Zum Jubiläum der 30-jährigen Nutzungsgeschichte des Gebäudes als Kirche besuchte im Oktober 2017 Ignatius Ephräm II. Karim St. Stephanus und segnete sieben Ikonenbilder, die anlässlich des Jubiläums angeschafft worden waren. Sie zeigen Szenen der Taufe Jesu, den Heiligen Stephanus, eine Fußwaschung, Kain und Abel, den verlorenen Sohn und den barmherzigen Samariter.